# Marie Branser
Marie Branser, née le 15 août 1992 à Leipzig, est une judokate allemande puis congolaise (RDC) et guinéenne.

## Carrière
Marie Branser évolue dans la catégorie des moins de 78 kg. Elle est médaillée de bronze au Tournoi de Glasgow de judo en 2014 et vice-championne d'Allemagne en 2017.
Elle opte pour la nationalité congolaise en 2019.
Elle remporte la médaille d'or des championnats d'Afrique de judo 2020 à Antananarivo et des championnats d'Afrique de judo 2021 à Dakar,.
En juin 2021, elle est qualifiée officiellement aux Jeux olympiques d'été de 2020 (repoussés en 2021 dû à la crise sanitaire de Covid-19) organisés à Tokyo pour représenter la République démocratique du Congo. Annoncée initialement porte-drapeau de la délégation congolaise , elle se voit retirer le rôle à la dernière minute.
Ne participant plus à aucune compétition internationale depuis les Jeux de Tokyo, elle opte pour la nationalité guinéenne en octobre 2022, justifiant sa décision par la crise interne au sein de la Fédération congolaise de judo.
En 2023, elle est médaillée d'or dans la catégorie des moins de 78 kg aux championnats d'Afrique à Casablanca.
En 2024, elle remporte la médaille d'or dans la catégorie des moins de 78 kg aux Jeux africains à Accra ainsi qu'aux Championnats d'Afrique 2024 au Caire.
Elle est médaillée d'or dans la catégorie des moins de 78 kg aux Championnats d'Afrique 2025 à Abidjan, s'imposant en finale face à la Tunisienne Arij Akkab.